# Gylfi

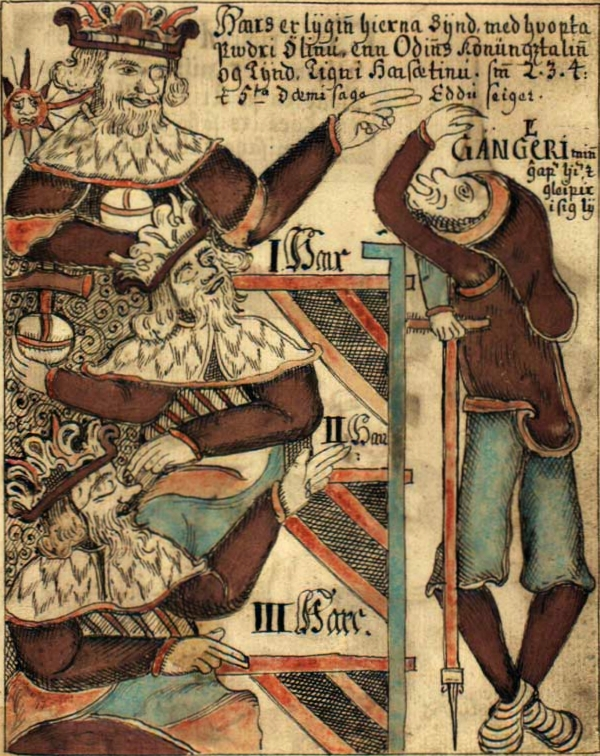
Gylfi, fent-se passar per Gangleri, al Gylfaginning de Snorri Sturluson

Segons Snorri Sturluson, Gylfi (sovint també anomenat Gylfe, Gylvi o Gylve) fou un antic rei d'Escàndia de qui, suposadament, Odin i la seva nissaga, els Aesir, van obtenir noves terres on hi van construir l'assentament de Fornsigtuna. Després, s'ensenyà a Gylfi la religió dels Aesir.
El relat es troba a la saga dels Ynglings, més concretament a la Heimskringla de Snorri Sturluson i, més complet, al Gylfaginning de les seves Eddas, en el qual se'ns presenta un resum de la mitologia nòrdica mitjançant el diàleg de Gylfi amb tres dels Aesir. En el relat de Snorri, Gylfi és enganyat pels Aesir per tal que acceptés la seva religió, d'aquí el nom de Gylfaginning, que en nòrdic antic vol dir 'L'engany de Gylfi'. No obstant això, cal no oblidar que Snorri era evemerista i, per tant, el fet de considerar l'acceptació de la religió pagana sigui considerat, en aquest relat, com un engany, és deu a la seva ideologia.
És possible que el relat de Snorri estigui basat en una antiga tradició i que hi hagués calcat creences particulars o fundacions de diversos cultes pagans a aquest Gylfi llegendari.